# Девятков, Сергей Николаевич
Сергей Николаевич Девятков (род. 23 декабря 1962) — советский и российский хоккеист, нападающий. Мастер спорта СССР. Мастер спорта России. Тренер.

## Биография
Воспитанник усть-каменогорского «Торпедо», тренеры Владимир Гольц, Ю. Тархов. Победитель юношеского чемпионата СССР 1979, лучший бомбардир домашнего финального турнира — 19 (14+5) очков, забил восемь шайб в ворота «Дизелиста».
В первенстве СССР дебютировал в сезоне 1979/80 второй лиги, проведя несколько матчей за «Торпедо». Со следующего сезона стал играть за «Енбек» Алма-Ата. В 1982 году команда вышла в первую лигу, но через два года распалась. Девятков вернулся в «Торпедо», в составе которого провёл два сезона (1987/88, 1989/90) в высшей лиге. В 1990 году по приглашению Геннадия Цыгурова оказался в «Ладе», но вскоре перешёл в «Металлург» Магнитогорск. Отыграл за команду шесть сезонов (1990/91 — 1994/95, 1995/96), в сезонах 1992/93 — 1993/94 был капитаном. Бронзовый призёр МХЛ 1994/95. Также выступал за «Рубин» Тюмень (1995/96), «Металлург» Новокузнецк (1996/97), «Молот-Прикамье» Пермь (1997/98).
Окончил Казахский институт физической культуры (1984), ВШТ при РГУФК (2008).
Играл в инлайн-хоккей. В лиге Roller Hockey International выступал за команду «Лас-Вегас Флэш» (1994). В составе сборной России по инлайн-хоккею играл на чемпионатах мира.
Работал тренером в СДЮШОР «Металлург» Магнитогорск с командой 1992 года рождения. Среди воспитанников — Виктор Антипин, Богдан Потехин, Евгений Григоренко, Даниил Апальков. Тренер в хоккейных школах Москвы и области.